# Fort d’Uxegney
Fort d’Uxegney – fort położony we wsi Uxegney, nieopodal miasta Épinal w północno-wschodniej części Francji.
Jest jednym z wielu fortów (→System Séré de Rivières’a) wzniesionych przez Francuzów po przegranej wojnie z Prusami (1870-1871) i utracie części Alzacji i Lotaryngii. Fortyfikacje te miały za zadanie strzec nowej granicy francusko-niemieckiej.

## Historia
Fort d’Uxegney wzniesiony został w latach 1882–1884 jako element Twierdzy Épinal. W kolejnych latach, aż do wybuchu I wojny światowej fort był stopniowo przebudowywany i unowocześniany. Z początku jego załogę tworzyło 287 żołnierzy, po przebudowach liczba ta osiągnęła 467. W czasie I wojny światowej fort nie odegrał większej roli, ponieważ wojska niemieckie nie zbliżyły się nawet w okolice Twierdzy Épinal. Potem, aż do roku 1960 wykorzystywany był jako magazyn amunicji. Po roku 1989 został odrestaurowany i obecnie jest udostępniony do zwiedzania. Na tle innych francuskich fortyfikacji z przełomu XIX i XX wieku fort d’Uxegney wyróżnia się zachowaniem praktycznie wszystkich elementów w bardzo dobrym stanie.

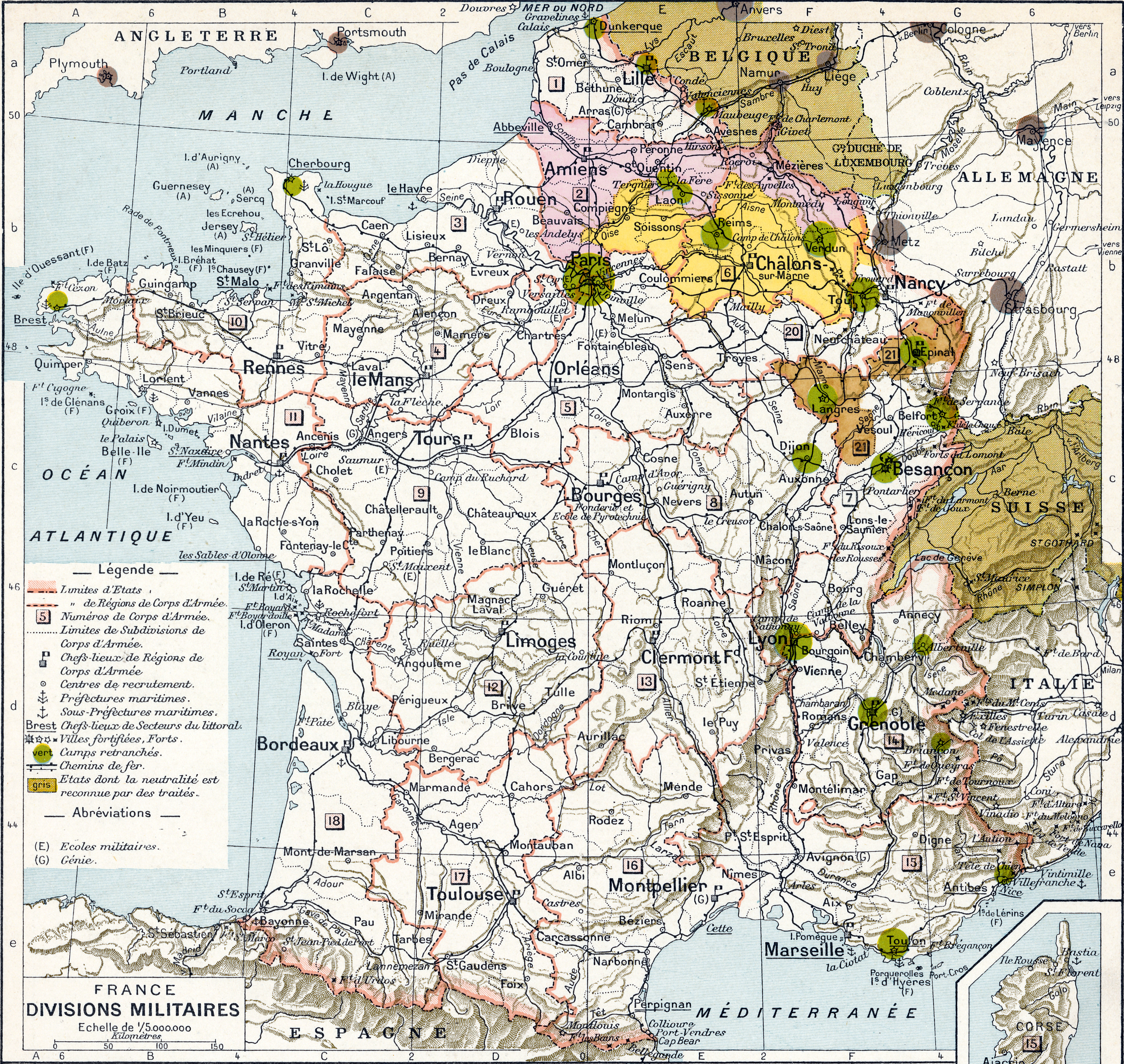
Mapa Francji z roku 1913. Francuskie fortyfikacje zaznaczone są na zielono.
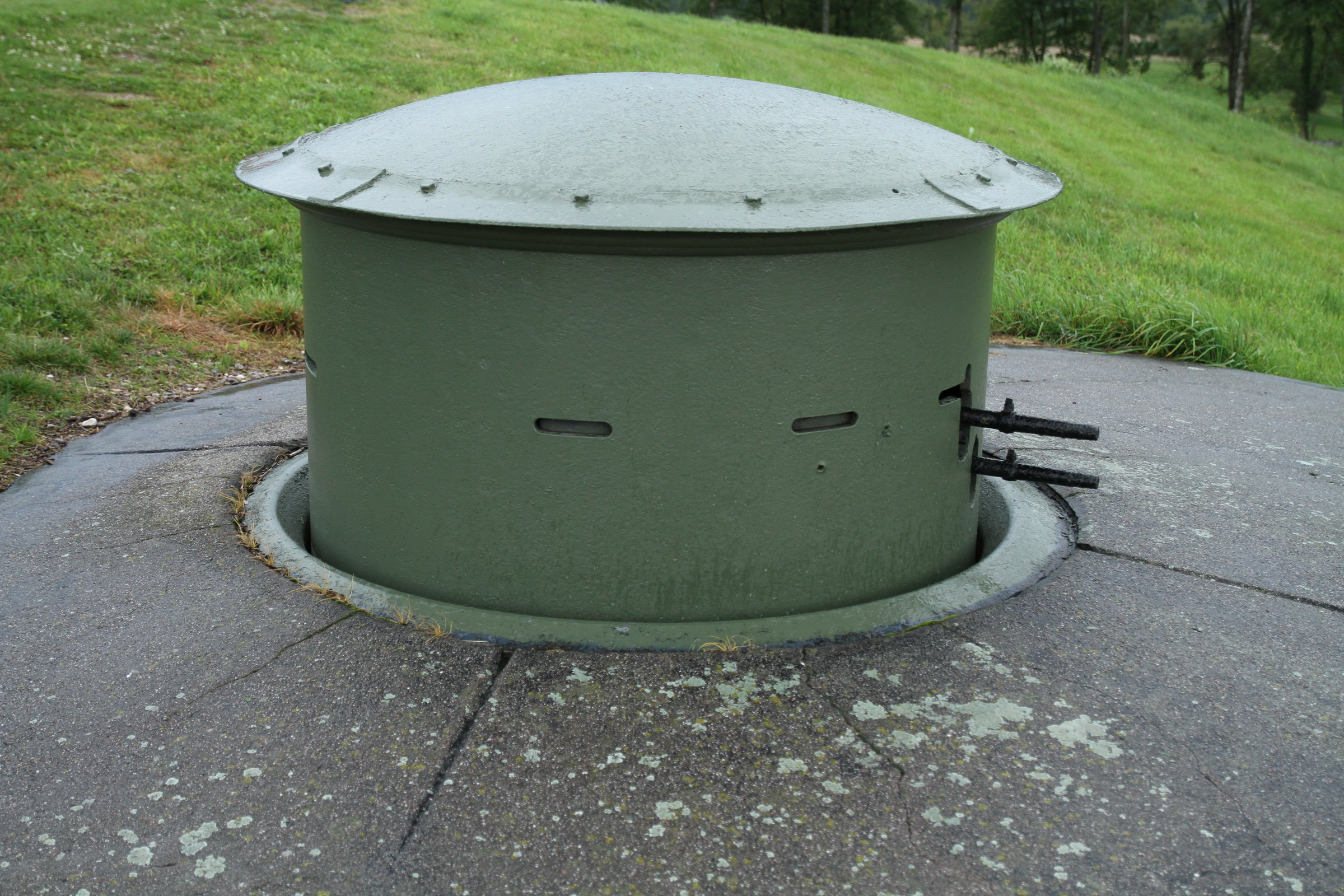
Wieża pancerna dla dwóch karabinów maszynowych.
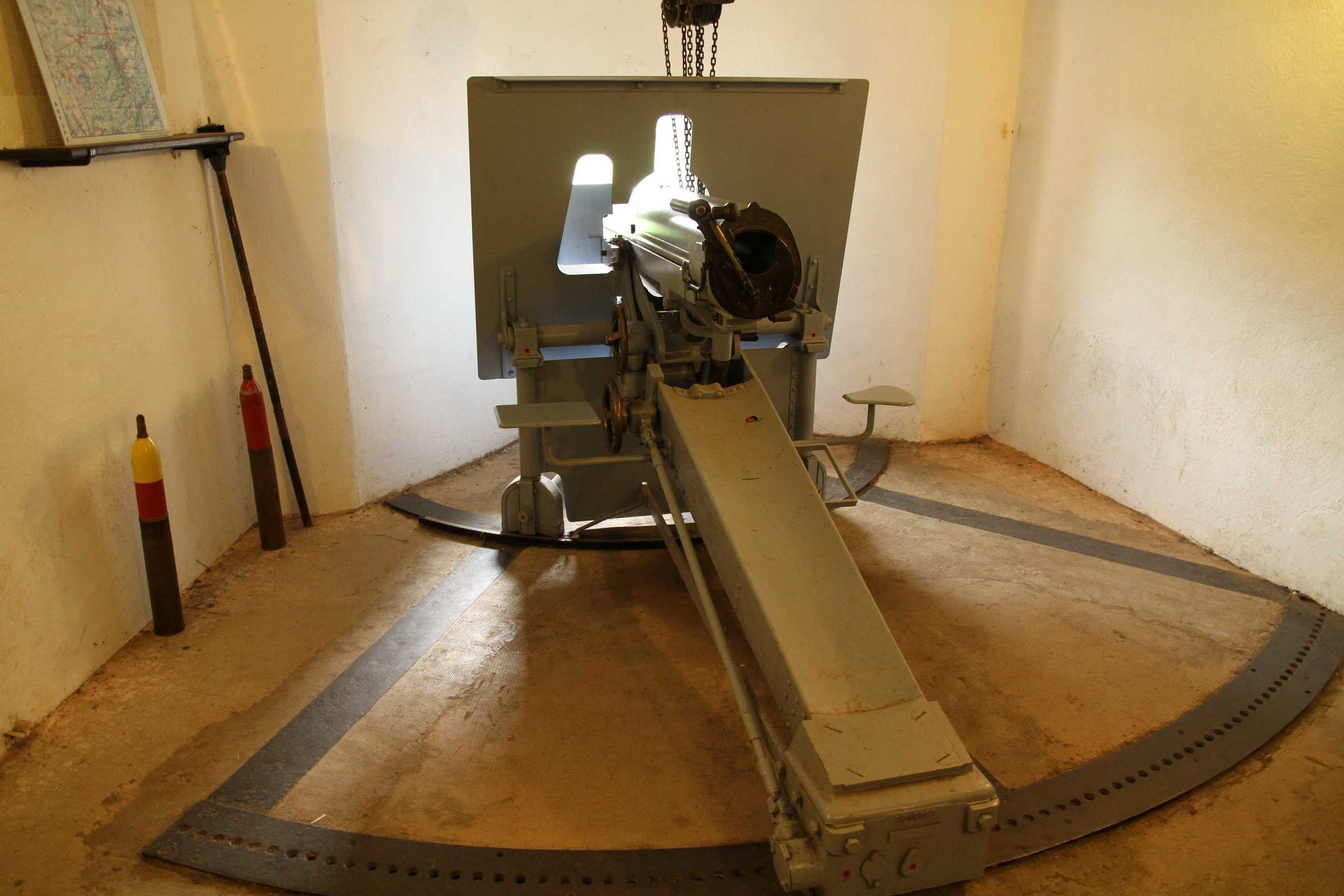
Armata forteczna w kazamacie.
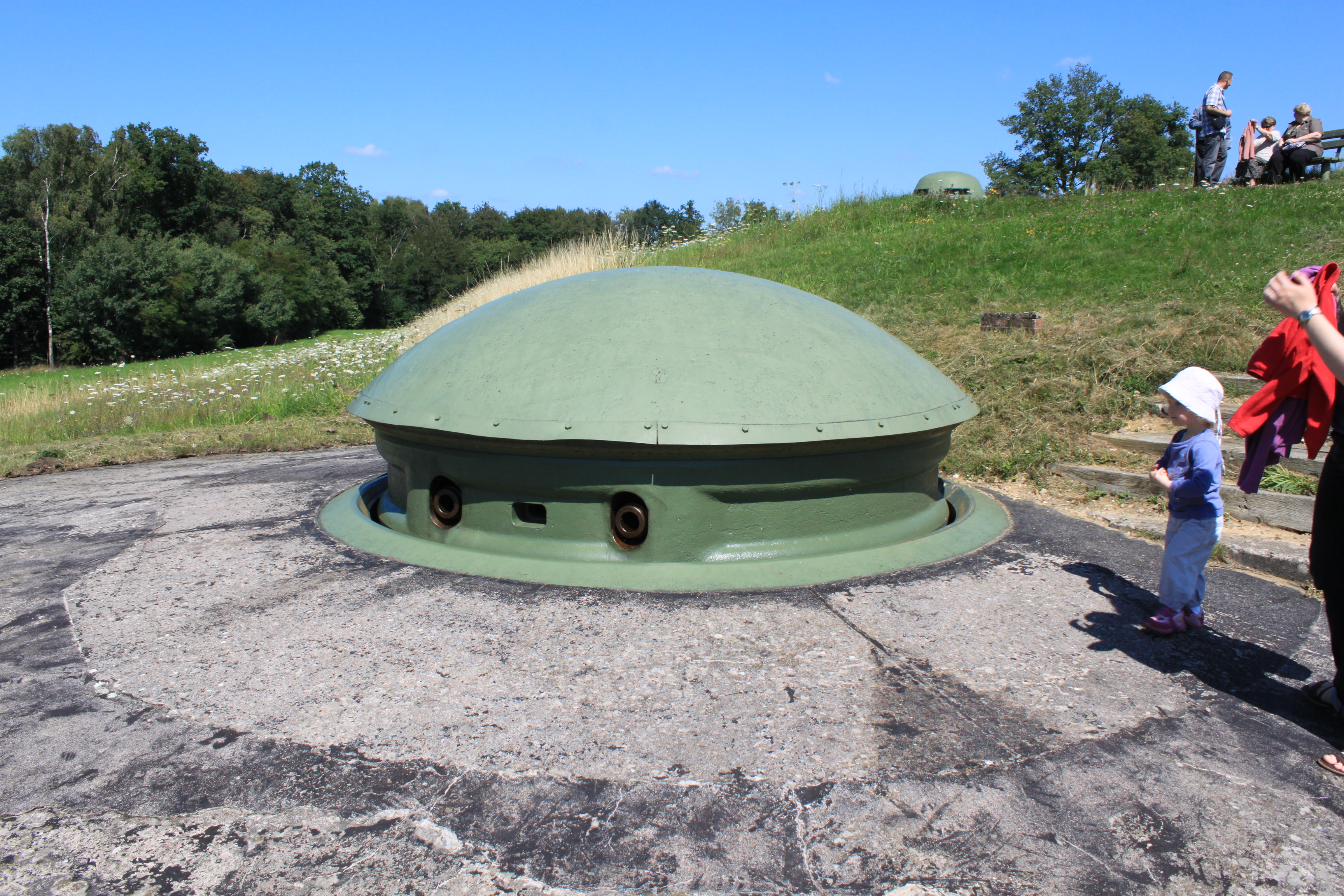
Wieża pancerna dla 2 armat kalibru 75 mm
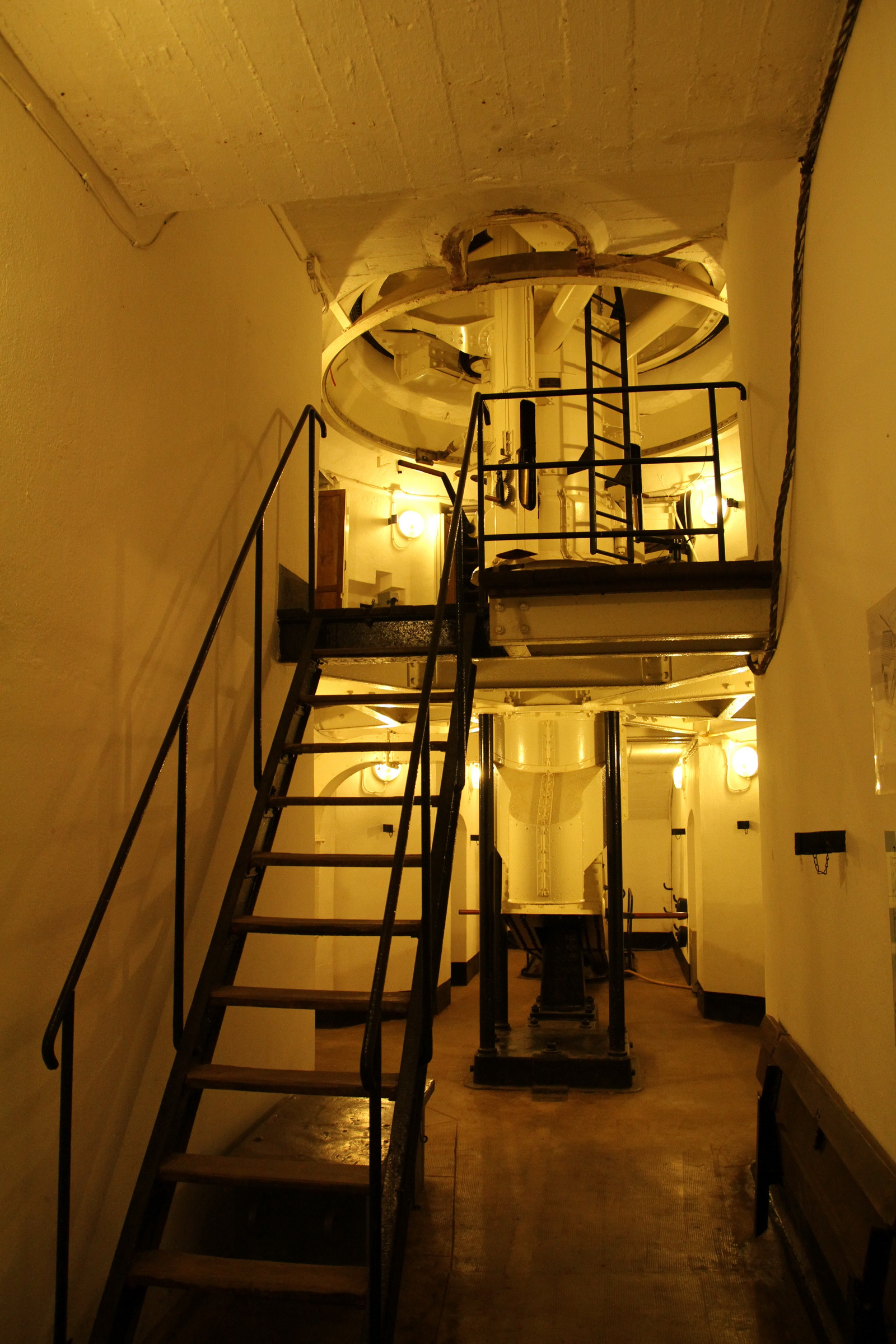
Wnętrze wieży pancernej dla 2 armat kalibru 75 mm.
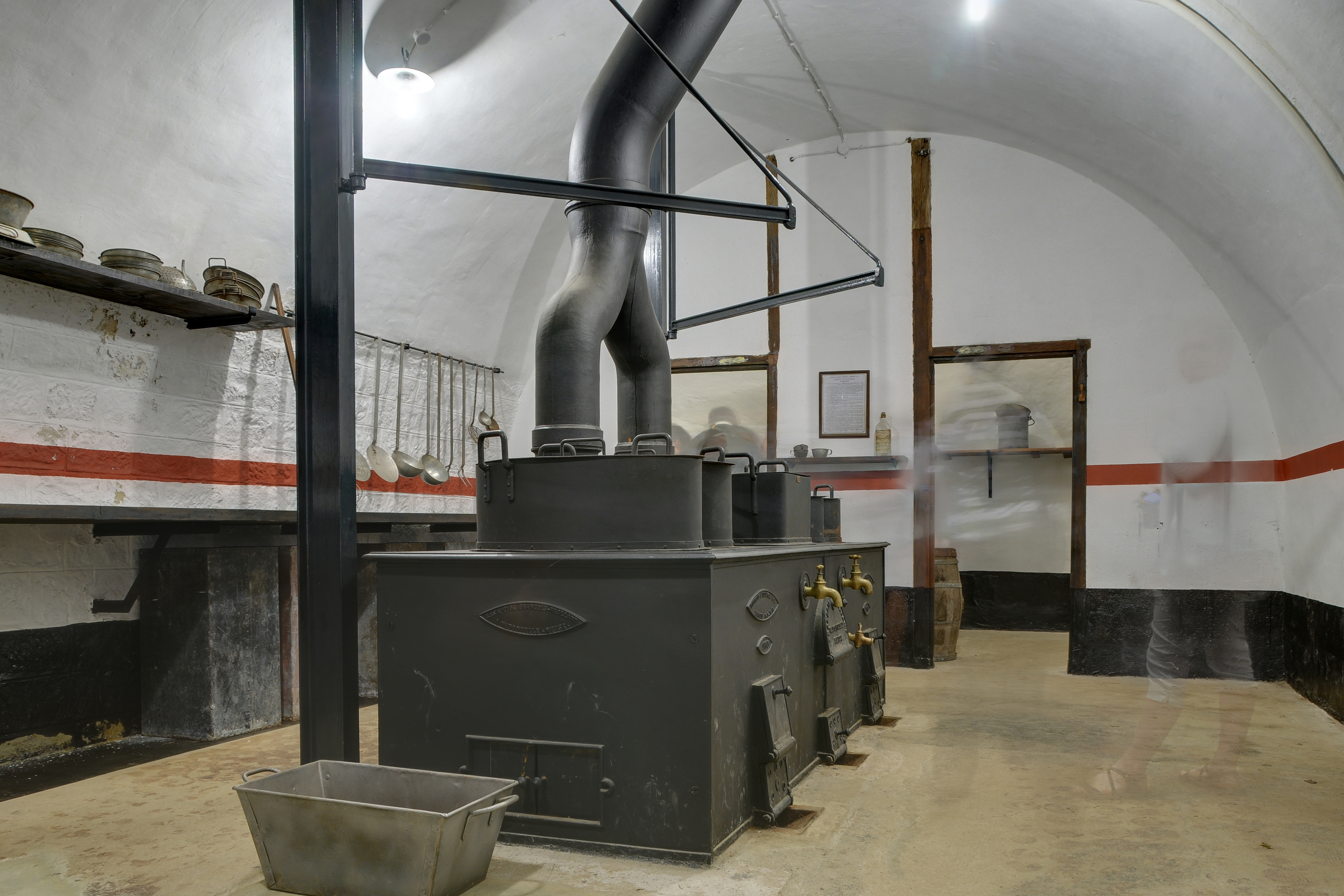
Forteczna kuchnia.